# Bionectria lasiacidis
Bionectria lasiacidis är en svampart som först beskrevs av Samuels, och fick sitt nu gällande namn av Schroers 2001. Bionectria lasiacidis ingår i släktet Bionectria och familjen Bionectriaceae.   Inga underarter finns listade i Catalogue of Life.